# Френч-Сеттлмент (Луїзіана)
Френч-Сеттлмент (англ. French Settlement) — селище (англ. village) в США, в окрузі Лівінґстон штату Луїзіана. Населення — 1073 особи (2020).

## Географія
Френч-Сеттлмент розташований за координатами 30°19′55″ пн. ш. 90°48′51″ зх. д. / 30.33194° пн. ш. 90.81417° зх. д. (30.331871, -90.814253).  За даними Бюро перепису населення США в 2010 році селище мало площу 7,09 км², з яких 7,06 км² — суходіл та 0,03 км² — водойми.

## Демографія
Згідно з переписом 2010 року, у селищі мешкало 1116 осіб у 416 домогосподарствах у складі 307 родин. Густота населення становила 157 осіб/км².  Було 472 помешкання (67/км²).
Расовий склад населення:
| - 96,4 % — білих - 0,8 % — корінних американців - 0,8 % — азіатів - 0,4 % — чорних або афроамериканців |

До двох чи більше рас належало 1,1 %. Частка іспаномовних становила 2,5 % від усіх жителів.
За віковим діапазоном населення розподілялося таким чином: 25,9 % — особи молодші 18 років, 62,3 % — особи у віці 18—64 років, 11,8 % — особи у віці 65 років та старші. Медіана віку мешканця становила 39,1 року. На 100 осіб жіночої статі у селищі припадало 94,1 чоловіків;  на 100 жінок у віці від 18 років та старших — 89,2 чоловіків також старших 18 років.
Середній дохід на одне домашнє господарство  становив 72 868 доларів США (медіана — 51 932), а середній дохід на одну сім'ю — 76 069 доларів (медіана — 51 250). За межею бідності перебувало 19,1 % осіб, у тому числі 26,8 % дітей у віці до 18 років та 9,8 % осіб у віці 65 років та старших.
Цивільне працевлаштоване населення становило 600 осіб. Основні галузі зайнятості: виробництво — 20,3 %, будівництво — 15,3 %, освіта, охорона здоров'я та соціальна допомога — 14,7 %.